# Фетке, Ян
Ян Фетке (пол. Jan Fethke; 26 февраля 1903, Ополе, Силезия — 16 декабря 1980, Берлин) — немецкий и польский кинорежиссёр, сценарист, писатель.

## Биография
Сын врача. В 1923—1924 году обучался в Техническом университете в Данциге. В студенческие годы заинтересовался кино и эсперанто. Работал в местной газете. В 1922 году был редактором журнала Esperanto Triumfonta .
Карьеру начал в Берлине — столице европейского кино того периода. Работал в качестве сценариста. После прихода Гитлера к власти, выехал в Польшу, сохраняя за собой немецкое гражданство.
В межвоенной Польше снял несколько фильмов и написал ряд сценариев.
После начала Второй мировой войны остался в Варшаве, сотрудничал с оккупационными властями. В 1944 году во время съемок документального фильма был арестован нацистами и осуждён на 4 года каторжных работ.
После окончания войны получил польское гражданство, продолжил работать киносценаристом и режиссёром. В течение нескольких лет он работал под псевдонимом Jean Forge.
В начале 1960-х годов будучи в ФРГ, отказался вернуться в Польшу и остался жить в Западном Берлине, где работал преподавателем эсперанто.

## Литературное творчество
Автор многочисленных публикаций на эсперанто, в том числе, словарей, повестей и романов. В возрасте 18 лет написал свою первую книгу — детектив на немецком языке «Фаршированный попугай». В 1923 появился его романы, написанные на эсперанто, которые он опубликовал под псевдонимом Жан Форж «Abismoj» («Бездна») (1923), «Saltego trans jarmiloj» («Прыжок через тысячелетия») (1924) и другие.

## Избранная фильмография

### Сценарист
- 1960 — Безмолвная звезда / Milcząca gwiazda / Der Schweigende Stern
- 1958 — Позвоните моей жене / Zadzwońcie do mojej żony/ Co řekne žena?
- 1957 — Сокровище капитана Мартенса / Skarb kapitana Martensa
- 1948 —  Пограничная улица / Ulica Graniczna
- 1939 — Чёрные бриллианты / Czarne diamenty
- 1939 —  Сквозь слёзы счастья /Przez łzy do szczęścia
- 1939 — Золотая маска / Złota maska
- 1939 — О чём не говорят / O czym się nie mówi…
- 1938 — Павел и Гавел / Paweł i Gaweł
- 1938 — Забытая мелодия / Zapomniana melodia
- 1938 — Роберт и Бертран / Robert i Bertrand
- 1938 — Флориан / Florian
- 1937 — Недотёпа / Niedorajda
- 1937 — Трое гуляк / Trójka hultajska
- 1936 — Папа женится / Papa się żeni
- 1936 — Прокажённая / Trędowata
- 1936 — Болек и Лёлек / Bolek i Lolek
- 1936 — 20 каратов счастья /30 karatów szczęscia
- 1936 — Страшный двор / Straszny dwór
- 1935 — Две Иоаси /Dwie Joasie
- 1935 — Die Katz' im Sack
- 1929 — Mutter Krausens Fahrt ins Glück

### Режиссёр
- 1938 — Забытая мелодия / Zapomniana melodia
- 1938 — Богородица / Bogurodzica
- 1939 — Сквозь слёзы счастья /Przez łzy do szczęścia
- 1939 — Золотая маска / Złota maska
- 1951 — Экипаж /Załoga
- 1953 — Дело, которое надо уладить / Sprawa do załatwienia
- 1955 — Ирена, домой! / Irena do domu!